# 小林愛理奈
小林 愛理奈（こばやし ありな、2000年11月2日 - ）は、日本の女子キックボクサー。兵庫県加古川市出身。FASCINATE FIGHT TEAM所属。元RISE QUEEN ミニフライ級王者。プロボクサーの小林豪己は兄。

## 経歴
2020年2月11日、RISE GIRLS POWER.2において松谷綺を相手にデビュー戦を迎え、判定1-1で引き分けた。
2021年1月17日、RISE GIRLS POWER.4においてRISE QUEENアトム級王座への挑戦者を決めるためのNEXT QUEENトーナメントが行われ、初戦で奥脇奈々と対戦し、3R TKO勝利。決勝で宮﨑小雪と対戦し、判定0-3で敗れ、優勝を逃した。
2021年4月17日、RISE148において平岡琴と対戦し、判定2-0で勝利した。
2022年5月29日、RISE158においてRISE QUEENアトム級タイトルマッチで王者の宮﨑小雪に挑戦するも、判定0-3で敗れ、王座奪取ならず。
2022年11月3日、RISE EVOL.11において宮﨑若菜と対戦し、判定3-0で勝利した。
2022年12月10日、RISE148のオープンフィンガーグローブマッチにおいて平岡琴と再戦し、判定3-0で勝利した。
2023年2月23日、RISE166においてシュートボクシング王者のMISAKIと対戦し、3Rでダウンを奪い、判定3-0で勝利。
2023年11月18日、RISE173においてRISE QUEENミニフライ級タイトルマッチで王者のerika♡に挑戦し、2R TKO勝ちを収め、王座奪取に成功した。
2024年1月14日、RISE175においてワン・チンロンとノンタイトル戦で対戦し、2R KO勝ち。
2024年5月19日、RISE178のオープンフィンガーグローブマッチで小林愛三と対戦し、2Rでダウンを奪い、判定3-0で勝利。
2024年10月20日、RISE182においてビョン・ボギョンと対戦し、判定3-0で勝利。
2024年12月15日、RISE184においてRISE QUEENフライ級タイトルマッチで王者のテッサ・デ・コムに挑戦するも、判定0-3で敗れ、王座奪取ならず。
2025年5月11日、RISE Fire Ball NAGOYAのRISE QUEENミニフライ級タイトルマッチで宮本芽依を相手に初防衛戦を行い、延長の末に、判定0-3で敗れ、初防衛ならず。

## 戦績
| キックボクシング 戦績 | キックボクシング 戦績 | キックボクシング 戦績 | キックボクシング 戦績 | キックボクシング 戦績 | キックボクシング 戦績 | キックボクシング 戦績 |
| --------------------- | --------------------- | --------------------- | --------------------- | --------------------- | --------------------- | --------------------- |
| 19 試合               | (T)KO                 | 判定                  | その他                | 引き分け              | 無効試合              |                       |
| 13 勝                 | 4                     | 9                     | 0                     | 1                     | 0                     |                       |
| 5 敗                  | 0                     | 5                     | 0                     | 1                     | 0                     |                       |

| 勝敗 | 対戦相手         | 試合結果                    | 大会名                                                         | 開催年月日     |
| ×    | 宮本芽依         | 5R+延長1R終了 判定0-3       | RISE Fire Ball NAGOYA 【RISE QUEENミニフライ級タイトルマッチ】 | 2025年5月11日  |
| ×    | テッサ・デ・コム | 5R終了 判定0-3              | RISE184 【RISE QUEENフライ級タイトルマッチ】                   | 2024年12月15日 |
| ○    | ビョン・ボギョン | 3R終了 判定3-0              | RISE182                                                        | 2024年10月20日 |
| ○    | 小林愛三         | 3R終了 判定3-0              | RISE178                                                        | 2024年5月19日  |
| ○    | ワン・チンロン   | 2R 1:32 KO（左ボディ）      | RISE175                                                        | 2024年1月14日  |
| ○    | erika♡           | 2R 0:11 TKO（パンチ連打）   | RISE173 【RISE QUEENミニフライ級タイトルマッチ】               | 2023年11月18日 |
| ○    | 花田麻衣         | 3R終了 判定3-0              | RISE171                                                        | 2023年8月18日  |
| ○    | MISAKI           | 3R終了 判定3-0              | RISE166                                                        | 2023年2月23日  |
| ○    | 平岡琴           | 3R終了 判定3-0              | RISE163                                                        | 2022年12月10日 |
| ○    | 宮﨑若菜         | 3R終了 判定3-0              | RISE EVOL.11                                                   | 2022年11月3日  |
| ×    | 宮﨑小雪         | 5R終了 判定0-3              | RISE158 【RISE QUEENアトム級タイトルマッチ】                   | 2022年5月29日  |
| ○    | 祥子JSK          | 2R 2:57 KO（3ノックダウン） | RISE154                                                        | 2022年1月23日  |
| ○    | 百花             | 3R終了 判定3-0              | RISE WORLD SERIES 2021 OSAKA                                   | 2021年7月18日  |
| ○    | 平岡琴           | 3R終了 判定2-0              | RISE148                                                        | 2021年4月17日  |
| ×    | 宮﨑小雪         | 3R終了 判定0-3              | RISE GIRLS POWER.4                                             | 2021年1月17日  |
| ○    | 奥脇奈々         | 3R 2:20 KO（3ノックダウン） | RISE GIRLS POWER.4                                             | 2021年1月17日  |
| ×    | 宮﨑小雪         | 3R終了 判定0-3              | RISE DEAD OR ALIVE 2020 YOKOHAMA                               | 2020年10月11日 |
| ○    | 佐藤レイナ       | 3R終了 判定3-0              | RISE141                                                        | 2020年9月13日  |
| △    | 松谷綺           | 3R終了 判定1-1              | RISE GIRLS POWER.2                                             | 2020年2月11日  |

## 獲得タイトル
- 第3代RISE QUEENミニフライ級王座

## 入場テーマ曲
- 「りんどう」 - WANIMA